# Old Friends: Live on Stage
Old Friends: Live On Stage és un documental en viu de Simon & Garfunkel del seu concert Old Friends que dugueren a terme el 2003 després de reunir-se, amb The Everly Brothers com a convidats especials. Tant el CD com el DVD foren publicats el desembre de 2004. Les imatges foren obtingudes d'una sèrie d'espectacles al Madison Square Garden de Nova York de principis del desembre de 2003.
Tant el DVD com el doble CD inclogueren una nova cançó d'estudi, «Citizen of the Planet», escrita per Paul Simon en la dècada de 1980 i completada recentment amb Art Garfunkel. El DVD conté dues cançons del duet que foren omeses en doble CD: «Keep the Customer Satisfied» i «The 59th Street Bridge Song (Feelin' Groovy)». També hi ha dues cançons addicionals interpretades per The Everly Brothers, que tampoc s'inclouen en el CD. El DVD, a més, inclou una sèrie de vídeos de Simon & Garfunkel de l'especial de televisió de 1969 Songs for America.

## Llista de cançons

### CD 1
1. «Old Friends/Bookends» – 3:33
2. «A Hazy Shade of Winter» – 3:33
3. «I Am a Rock» – 4:23
4. «America» – 4:53
5. «At the Zoo» – 1:33
6. «Baby Driver» – 2:58
7. «Kathy's Song» – 3:58
8. «Tom and Jerry Story» – 2:14
9. «Hey, Schoolgirl» – 0:45
10. «The Everly Brothers Intro» – 1:42
11. «Bye Bye Love» – 3:00
12. «Scarborough Fair» – 3:50
13. «Homeward Bound» – 5:41
14. «The Sound of Silence» – 5:04

### CD 2
1. «Mrs. Robinson» – 4:32
2. «Slip Slidin' Away» – 4:59
3. «El Condor Pasa» – 3:34
4. «The Only Living Boy in New York» – 4:03
5. «American Tune» – 4:40
6. «My Little Town» – 4:35
7. «Bridge over Troubled Water» – 6:11
8. «Cecilia» – 4:25
9. «The Boxer» – 5:07
10. «Leaves That Are Green» – 3:22
11. «Citizen of the Planet» – 3:14

### DVD
Part 1
1. «Opening Montage (America inst.)»
2. «Old Friends/Bookends»
3. «A Hazy Shade of Winter]»
4. «I Am a Rock»
5. «America»
6. «At the Zoo»
7. «Baby Driver»
8. «Kathy's Song»
9. «Tom and Jerry Story»
10. «Hey, Schoolgirl»
11. «The Everly Brothers Intro»
12. «Wake Up Susie» [performed by Everly Brothers]
13. «All I Have to Do Is Dream» [performed by Everly Brothers]
14. «Bye Bye Love» [performed with Everly Brothers]
15. «Scarborough Fair»
16. «Homeward Bound»
17. «The Sound of Silence»

Part 2
1. «Opening Montage»
2. «Mrs. Robinson»
3. «Slip Slidin' Away»
4. «El Condor Pasa»
5. «Keep the Customer Satisfied»
6. «The Only Living Boy in New York»
7. «American Tune»
8. «My Little Town»
9. «Bridge Over Troubled Water»
10. «Cecilia»
11. «The Boxer»
12. «Leaves That Are Green»
13. «The 59th Street Bridge Song (Feelin' Groovy)»

## Intèrprets
- Paul Simon: guitarra, vocals
- Art Garfunkel: vocals
- Warren Bernhardt: piano, teclats
- Jamey Haddad: percussió
- Jim Keltner: bateria
- Pino Palladino: baix
- Larry Saltzman: guitarra
- Rob Schwimmer: teclats, téremin, vocals
- Mark Stewart: guitarres, vocals

Amb:
- Don Everly: guitarra, vocals
- Phil Everly: guitarra, vocals